# Roscoff
Roscoff település Franciaországban, Finistère megyében. Lakosainak száma 3318 fő (2022. január 1.). Roscoff Saint-Pol-de-Léon és Santec községekkel határos.

## Népesség
A település népessége az elmúlt években az alábbi módon változott:
| Lakosok száma | 3339 | 3581 | 3711 | 3705 | 3434 | 3354 | 3404 | 3489 | 3362 | 3318 |
|               | 1968 | 1982 | 1990 | 2006 | 2013 | 2015 | 2017 | 2019 | 2020 | 2022 |